# Graciana del Castillo
Graciana del Castillo   (Uruguai, segle XX - Nova York, 22 de març de 2019) fou una economista, professora, escriptora, empresària i estrateg internacional uruguaiana. Als dinou anys es va radicar a Nova York, Estats Units. Va realitzar els seus estudis d'economia, doctorat i mestratge a la Universitat de Colúmbia, on també va ser professora. Va treballar en les Nacions Unides, Fons Monetari Internacional, especialitzada a dissenyar polítiques econòmiques per al Salvador, Kosovo i l'Afganistan. Va fundar al costat de Mario Blejer la empresa consultora Macroeconomics Advisory Group (MAG). Autora dels llibres:
- 2008, Rebuilding War Torn States.
- 2011, Redrawing the Lines.
- 2013, Parte Culpable. La Comunidad Internacional en Afanistán.[5]